# Christi Auferstehung (Furtwangen)
Christi Auferstehung ist der Name der Pfarrkirche der Alt-Katholiken in Furtwangen.

Alt-Katholische Kirche Christi Auferstehung Furtwangen mit Pfarrhaus

## Geschichte
Vor dem Neubau auf dem Ilbengelände hielt die Gemeinde an drei verschiedenen Orten ihre Gottesdienste ab.
Durch Erlass des badischen Innenministeriums vom 25. Februar 1875 wurde der Katholischen Pfarrgemeinde der Alt-Katholiken Furtwangen die Mitbenutzung der römisch-katholischen Stadtkirche zugestanden. Da jedoch die simultane Benutzung durch den Erzbischof von Freiburg den römischen Katholiken untersagt wurde, errichteten diese in der Gewerbehallenstraße eine provisorische Notkirche (fertiggestellt 1875).
1911 zog die alt-katholische Gemeinde in jenes Provisorium ein, da sie inzwischen nicht mehr die erforderliche Anzahl an Katholiken in Furtwangen stellte, die eine weitere Benutzung der alten Pfarrkirche gerechtfertigt hätte.
Im Jahre 1937 verzichtete sie auf ihr Mitbenutzungsrecht an der baufällig gewordenen Notkirche zugunsten einer Abfindung von 14.000 Reichsmark. Mit dieser Summe sollte der Bau einer eigenen Kirche finanziert werden. Der Antrag auf Baugenehmigung wurde jedoch von den nationalsozialistisch gesinnten Beamten, die den Neubau einer Kirche als unzeitgemäß erachteten, verschleppt, so dass die Gemeinde 21 Jahre lang im evangelischen Gotteshaus zu Gast war. Da die Entschädigungssumme durch die Währungsreform faktisch wertlos geworden war, erfolgte die Finanzierung überwiegend aus Mitteln des Bistums Bonn.

## Baugeschichte
Planung und Ausführung des Kirchenbaus oblagen dem Furtwanger Architekt Erich Fritz. Die Grundsteinlegung und das Richtfest fand am 6. September 1958 statt. Geweiht wurde die Kirche am 14. Juni 1959.

## Innenraumgestaltung
Das Kirchenfenster hinter dem schlichten, freistehenden Altar zeigt eine Darstellung des auferstandenen Christus. Das Fenster wurde von der Tochter des damaligen Pfarrers Wilhelm Eggert entworfen. 
Ursula Eggert fertigte auch das Altarkreuz, den Tabernakel und die Leuchter an.

## Glocken
Bereits zwei Wochen vor der Kirchweihe, am 31. Mai 1959, fand die Glockenweihe statt. Die drei der Dreifaltigkeit geweihten Glocken sind auf das Geläute der anderen Kirchen in Furtwangen abgestimmt.